# حانوكا
حانوكا أو حَنُكَّة أو عيد ٱلأنوار (عبرية: חֲנֻכָּה) ويعرف بعيد الأنوار وعيد التدشين كذلك، هو عيد يهودي يحتفل به اليهود لمدة 8 أيام ابتداء من الخامس والعشرين من شهر كيسليف إلى الثاني أو الثالث من شهر تبت  حسب التقويم العبري، ويتراوح موعده حسب التقويم الميلادي بين الأسبوع الأخير من شهر نوفمبر والأسبوع الأخير من شهر ديسمبر. وبالتالي يمكن الأطفال من الاحتفال بعيد إسرائيلي في نفس الفترة التي يحتفل فيها المسيحيون بميلاد المسيح، وحانوكا هو من الأعياد اليهودية الفرعية والشعبية فهو ليس عيدا توراتيا ولا هو عطلة كأيام السبت، بل فترة سعيدة، تتميز بالامتناع عن الحداد والتعبير عن الحزن، والقيام ببعض الطقوس الدينية الخاصة وبالتالي المحلات التجارية وأماكن العمل والمواصلات تحافظ على سيرورتها العادية في أيام العيد ماعدا المدارس، بحيث يستطيع الأطفال الاستمتاع في المهرجانات والأفراح المتعلقة بالعيد.

## مناسبة العيد

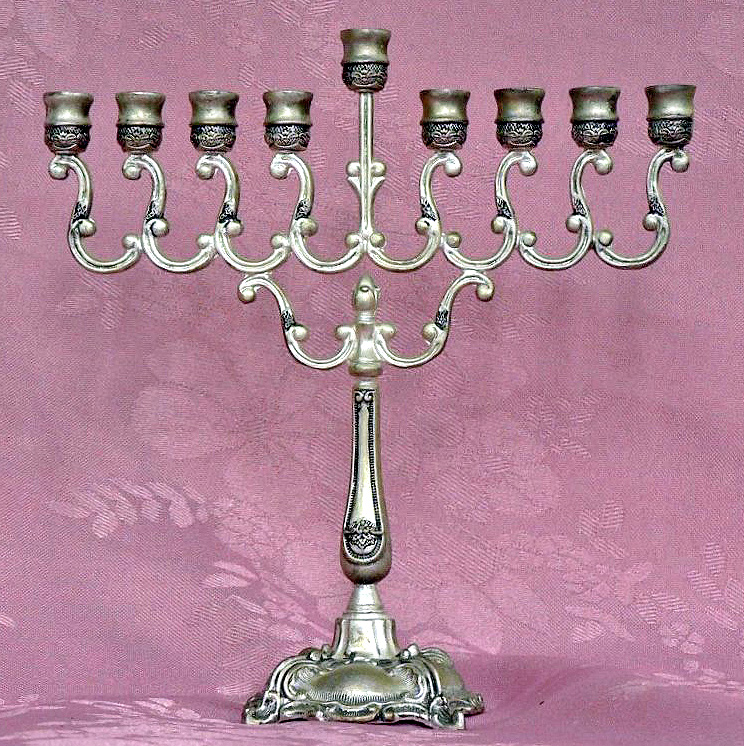
مينورا حانوكا

عيد التدشين هو عيد ذو طبيعة سياسية وتاريخية، بحيث ترجع هذه المناسبة إلى سنة 165 ق.م، في الوقت الذي كانت فيه فلسطين ومصر والشام كلها تحت الحكم اليوناني أو الدولة السلوقية ذات الثقافة الهيلينية، وكان انطيوخوس الرابع المتحكم في هذه الأقطار، وحاول إرغام اليهود على ترك ثقافاتهم وعاداتهم وفرض، اجراءات قاسية على اللذين رفضوا تبني الثقافة الهيلينية حتى أنه أرغمهم على ترك دينهم والدخول في الوثنية، ولكن الكاهن الأكبر متتيا بن يوحنان وابنه يهوذا المكابي أعلنا التمرد على انطيخوس وحُكمه لما تعرضوا له من تعذيب وتنديس لمقدساتهم، وأقامو ثورة اسمرت لثلاث سنوات استطاعو فيها انتزاع المعبد من الجيوش اليونانية، وفي 25 كيسلو من نفس السنة أُخرجت التماثيل من المعبد وزُود بمذبح طاهر، وأُعيد فتحه للشعائر اليهودية، وهذا هو السر في تسمية هذا العيد بعيد التدشين.
ترد قصة تدشين الهيكل في سفر المكابين الأول (4: 51-57) وفي كتاب «تأريخ اليهود» للمؤرخ اليهودي الروماني يوسيفوس فلافيوس (الفصل ال12)، أما التلمود فيذكر هذه القصة ويضيف إليها شرحا لعدد أيام العيد، حيث يقول إن أيام العيد الثمانية تشير إلى معجزة حدثت للحشمونيين عند تدشين الهيكل واستمرت 8 أيام.
وهذه المعجزة التي هي السبب في احتفالهم ثمانية أيام كاملة كما جاء في التلمود (شبات:21) أنه لمّا دخل اليونانيون الهيكل لوثوا كل الزيت الصالح لإيقاد الشمعدان المقدس الذي في الهيكل، وعندما انتصر المكابيون بحثوا عن الزيت فلم يجدوا إلاّ قارورة واحدة لم يكن فيها سوى ما يكفي ليوم واحد، وهنا حدثت المعجزة واشتعل لمدة ثمانية أيام.
ويذكر التراث اليهودي سببا آخر للاحتفال بعيد الأنوار، فالسبب الرئيسي هو إعلان المعجزة التي حدثت لليهود بعد نجاح التمرد على الدولة السلوقية كما ذكرنا، والثاني عندما لاحظ آدم لأول مرة تقليص ساعات النهار في ذروة الشتاء فخاف ودعا إلى الله ليعيد نور الشمس. بعد مرور 8 أيام لاحظ أن النهار يمتد من جديد فقرر جعل هذه الأيام موعد فرح وشكر لله.
يطلق اليهود على الحانوكا اسما آخر وهو «عيد الشموع»، نظرا للشموع الكثيرة الموقدة في هذه المناسبة، يقول يوسف بن متتياهو: (عمت الفرحة بسبب إمكانية استئناف خدمة الرب في الهيكل المقدس فتجدد قانون لجيلنا لنحتفل سويا ولمدة ثمانية أيام بتدشين الهيكل، ومنذ ذلك الحين ونحن نحتفل بهذا العيد في يومنا هذا ونُطلق عليه عيد الشموع).

## الاحتفالات
يستمر عيد الأنوار ثمانية أيام وتوقد في مساء كل يوم من أيامه شموع بأعداد متزايدة كل يوم في شمعدان معد خصوصاً لذلك الغرض. يتم إضاءة شمعة واحدة في اليوم الأول، ثم شمعة ثانية في مساء اليوم الثاني وهكذا حتى تكتمل إضاءة الشموع الثمانية، وعند إيقاد تلك الشموع تُتلى صلاة شكر للإله لنصرته اليهود، ويتم وضع الشمعدان في مكان مفتوح مثل عتبة شباك أو مدخل بيت أو ساحة لكي يتمكن كل من في الخارج من مشاهدته، وذلك احتفاءً بمعجزة الزيت وإعلانها على الملأ.
وتُلقى القصائد والأناشيد في العبادة إشادة بالأعمال البطولية التي تمت في هذه الفترة، كذلك قراءة البركات وخاصة بركة«الذي صنع المعجزات»، وقد يقرأ المثقفون من أسفار المكابيين مع أنها أبوكريفا «غير قانونية» عند اليهود.
ومن الأطعمة التقليدية في هذا العيد الكعك المقلي بالزيت وفطائر البطاطس المقلية كرمز لأسطورة الكمية القليلة من الزيت.
ومن تقاليد العيد أيضا منح الأطفال دوامات رباعية الأضلاع يلعبون بها اسمها «دريدل» ويكون مكتوب عليها الأحرف الأولى لكلمات جملة «معجزة كبيرة حدثت هنا»، ويتم تشجيعهم على قراءة نصوص من التوراة وتعلُّمِها، كما أنه يجري بمناسبة العيد عَدْْو التتابع من موديعين إلى أورشليم القدس لنقل مشعل العيد، ويتم نصب الشمعدانات الكهربائية العملاقة في الساحات والمباني العامة.

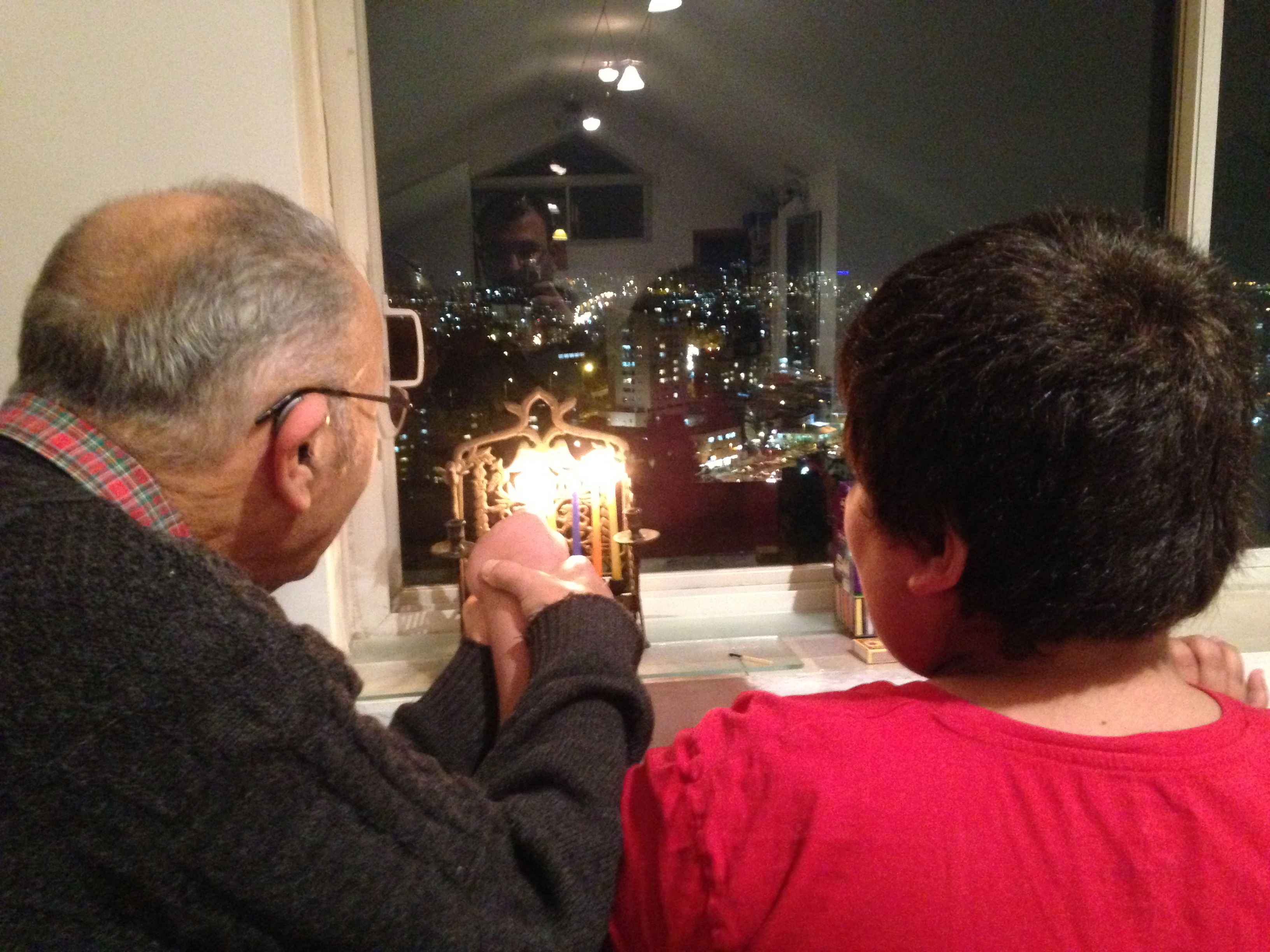
يوضع الشمعدان عند إحدى نوافذ البيت ليمكن مشاهدته من الخارج

## وصلات خارجية
- عيد الحانوكّا نسخة محفوظة 4 فبراير 2015 على موقع واي باك مشين. موقع المجلس اليهودي الأمريكي